# High Point Solutions Stadium
High Point Solutions Stadium – wielofunkcyjny obiekt sportowy w miejscowości Piscataway (stan New Jersey) w Stanach Zjednoczonych.
Został otwarty 3 września 1994 roku i zastąpił stary Rutgers Stadium. Pojemność stadionu to 52 454 miejsc po rekonstrukcji w 2009 roku. Swoje mecze domowe rozgrywa na nim akademicka drużyna futbolowa Rutgers Scarlet Knights.
Oprócz meczów futbolu amerykańskiego, stadion gości rozgrywki NCAA w piłce nożnej oraz mecze lacrosse.
W czerwcu 2010, Rutgers University wystawił na sprzedaż prawo do nazewnictwa Rutgers Stadium. Będzie to skuteczny sposób, aby przynieść bardzo potrzebne dochody dla Uniwersytetu. W dniu 22 czerwca 2011 roku ogłoszono, że High Point Solutions z siedzibą w Sparta, New Jersey, kupił prawa i że stadion będzie nazywać się High Point Solutions Stadium.